# جوق سمفوني

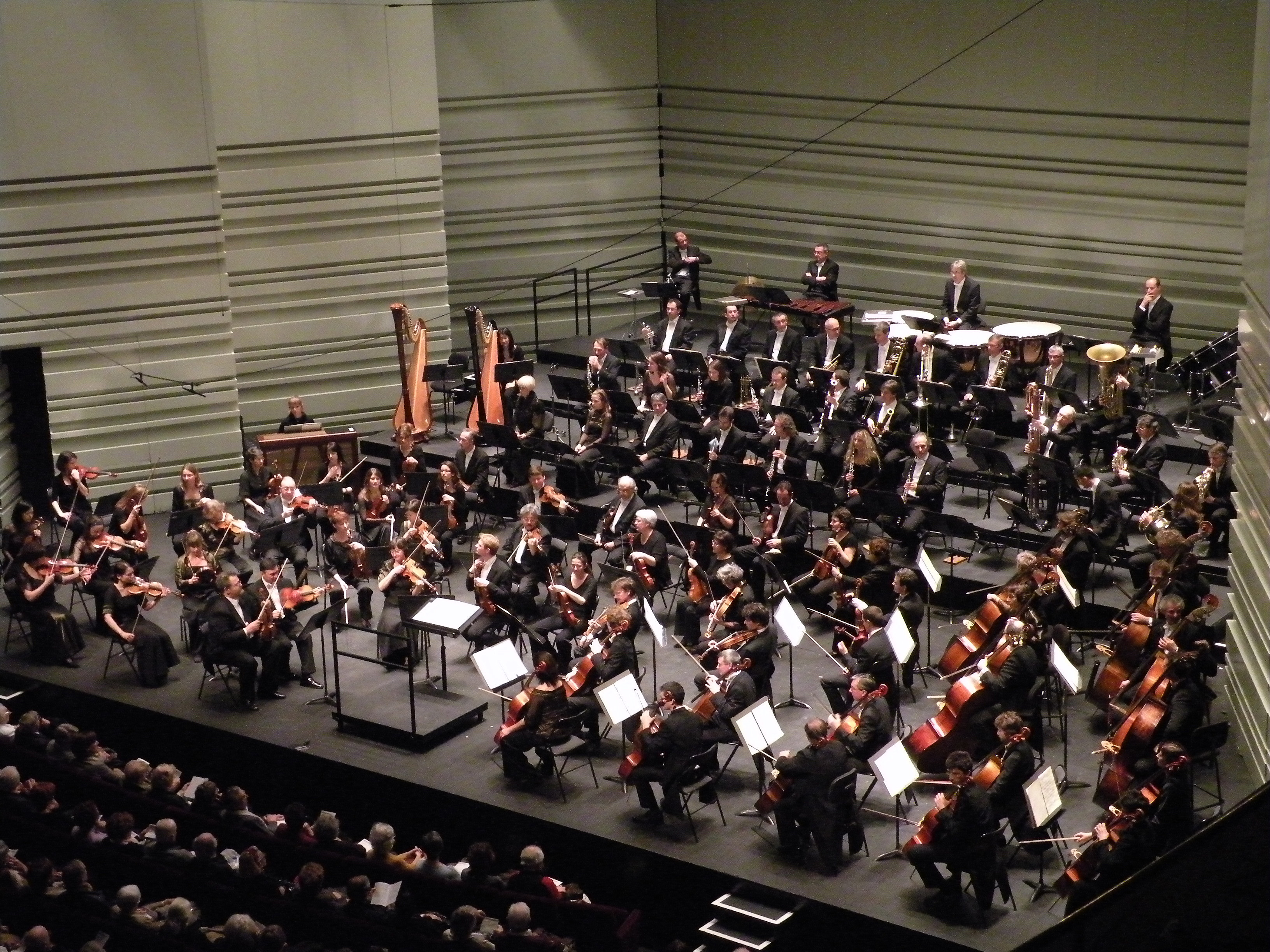
جوق سمفوني في نانت، فرنسا

الجوق السمفوني، يعتبر بمثابة المترجم الحقيقي والفصيح لجميع الأعمال الموسيقية ويتكون من مجموعة من العازفين الماهرين والمتمرسين كل في الآلة التي يحتفظ بها. لقد عرفت الأجواق الموسيقية تحولات كثيرة في الثاريخ.